# Wolfgang Grundmann
Wolfgang Grundmann (* 3. Juni 1948 in Marburg/Lahn) ist ein ehemaliges Mitglied der terroristischen Vereinigung Rote Armee Fraktion (RAF). Er wird deren erster Generation zugerechnet und war in den Jahren 1972 bis 1976 inhaftiert.

## Leben
Wolfgang Grundmann wuchs in Marburg auf. Er war Mitglied der 1971 gegründeten Schwarzen Hilfe, einer anarchistischen Gruppe zur Unterstützung inhaftierter Terroristen. Zu dieser Zeit war er in Marburg als Student eingeschrieben. Im Herbst 1971 rekrutierte Gudrun Ensslin Grundmann und seine Freundin Ingeborg Barz für die RAF.
Am 2. März 1972 wurde Grundmann zusammen mit dem weiteren RAF-Mitglied Manfred Grashof in Hamburg verhaftet. Die Polizei hatte einen Hinweis erhalten, dass es in der Heimhuder Straße 82 eine konspirative Wohnung geben solle. Nachdem die Polizisten in der Wohnung niemanden angetroffen hatten, warteten sie hinter der geschlossenen Wohnungstür. Als Grundmann und Grashof gegen 22.45 Uhr die Wohnung betreten wollten, standen sie den Polizisten mit gezogenen Pistolen gegenüber. Grashof gab zwei Schüsse auf den Kriminalhauptkommissar Hans Eckhardt ab, der 20 Tage später an den Folgen der Schussverletzungen verstarb. Während Grashof zu flüchten versuchte und erst nach Treffern aus Polizeipistolen aufgab, ließ sich Grundmann widerstandslos festnehmen.
Der Strafprozess gegen Grundmann fand ab dem 2. September 1975 vor der Vierten Strafkammer des Landgerichts Kaiserslautern statt. Gegenstand des Verfahrens waren mehrere Tatvorwürfe, mit angeklagt waren Grashof und das weitere RAF-Mitglied Klaus Jünschke. Grundmann ließ sich von 15 Wahlverteidigern vertreten, was maßgeblich dazu beitrug, dass 1977 die Strafprozessordnung dahingehend geändert wurde, dass ein Angeklagter höchstens drei Wahlverteidiger benennen darf.
Grundmann wurde im Oktober 1976, noch während des laufenden Gerichtsverfahrens, aus der Untersuchungshaft entlassen. Zuvor waren die bestehenden Haftbefehle gegen ihn aufgehoben worden, weil nach Ansicht des Gerichts kein dringender Tatverdacht mehr vorlag. Am 2. Juni 1977 wurde Grundmann wegen Mitgliedschaft in einer kriminellen Vereinigung zu einer Freiheitsstrafe von vier Jahren verurteilt. Da er bis zu seiner Haftentlassung im Jahre 1976 bereits viereinhalb Jahre inhaftiert gewesen war, erhielt er eine Haftentschädigung. Grundmann distanzierte sich bereits während seiner Haftzeit von der RAF.
In dem 2001 erschienenen Dokumentarfilm Black Box BRD von Andres Veiel wirkte Grundmann als einer der Gesprächspartner mit.
Grundmann, der als Gastronom in Marburg-Weidenhausen lebt, wurde bei den Kommunalwahlen in Hessen 2016 für die SPD in den Ortsbeirat von Weidenhausen gewählt. In den Jahren 2016 bis 2019 war er auch Ortsvorsteher dieses Stadtteils.

## Rezeption
Auf dem Ende 2021 erschienenen Album Antilopen Geldwäsche Sampler 1 zeichnet die Antilopengang mit dem Lied Wer hat uns verraten? den Lebensweg von „Wolfgang G.“ nach.